# Ilsenburg (Harz)
Ilsenburg (Harz) è una città della Sassonia-Anhalt, in Germania. Appartiene al circondario (Landkreis) dello Harz (targa HZ).
Ilsenburg si trova fra le città di Wernigerode (Sachsen-Anhalt) e Bad Harzburg (Bassa Sassonia), nella parte occidentale della vallata attraversata dal fiume Ilse (Ilsetal). La città è circondata dalle propaggini dello Harz.
Da Ilsenburg partono molti sentieri che portano alla cima più alta dell'Harz, il Brocken. Fra questi la bella passeggiata montana dedicata ad Heinrich Heine (Heine Heinrich-Heine-Weg). Questo scrittore tedesco visitò la zona nel 1824 e rimase così affascinato che scrisse l'opera Viaggio nello Harz (Die Harzreise).
I paesaggi montani che circondano Ilsenburg meravigliarono un altro scrittore tedesco, Theodor Fontane, che ambientò in questa regione la sua novella Ellernklipp.

## Geografia

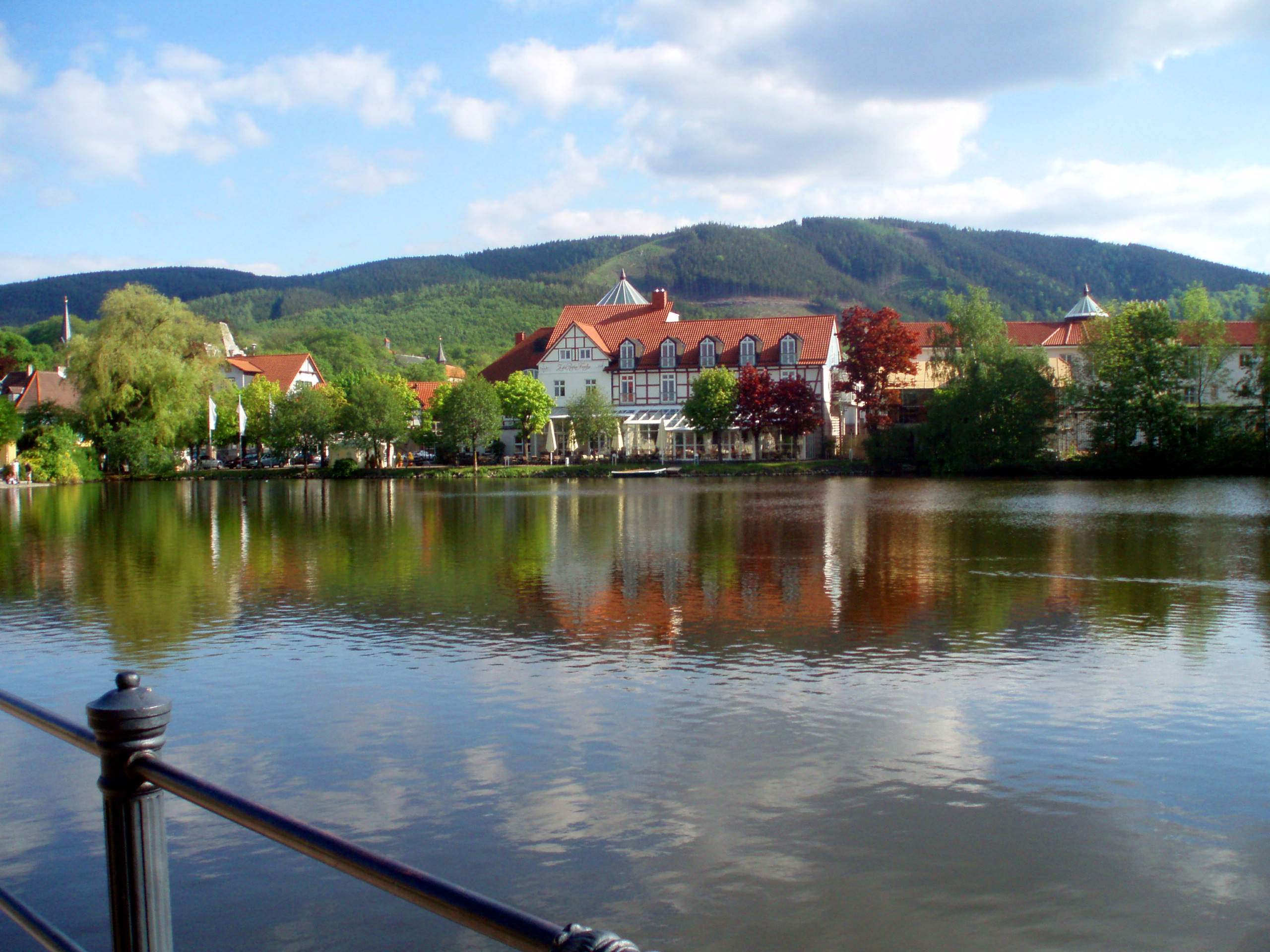
Veduta del laghetto

Ilsenburg si trova al margine occidentale della Sassonia-Anhalt, al confine con la Bassa Sassonia, tra Wernigerode a sud-est e Bad Harzburg (in Bassa Sassonia) a ovest. L'ex confine tedesco, oggi tratto dell'EuroVelo 13, si trovava nelle foreste a ovest della città.
La città è attraversata dal fiume Ilse, un affluente dell'Oker. È circondata su tre lati da montagne boscose alte oltre 500 metri e confina a sud-est con il Parco Nazionale dello Harz. Dalla valle dell'Ilse, un sentiero conduce al Brocken, il punto più alto del massiccio. Questo sentiero prende il nome da Heinrich Heine, che scrisse delle sue escursioni in montagna nel suo racconto Il viaggio nello Harz (Die Harzreise).
La stazione ferroviaria di Ilsenburg è una stazione della linea ferroviaria tra Heudeber e Danstedt, nel comune di Nordharz nel distretto di Vienenburg.

## Storia
Le prime notizie su Ilsenburg risalgono al regno di Ottone III, il quale fondò nel 995 un castello nei pressi dell'odierna Ilsenburg a protezione della riserva da caccia dell'Harz. 
Il successore Enrico II fondò nei pressi della tenuta del padre un monastero. 
Nel corso dei secoli, a partire dal Rinascimento, Ilsenburg si sviluppò come una cittadina fiorente, fino a diventare residenza dei conti di Stolberg-Wernigerode. Dal 1710 la famiglia ducale scelsero come loro residenza la città di Wernigerode.
Grazie alla sua agevole posizione, ai piedi dello Harz, divenne meta turistica regionale, soprattutto a partire dal 1893, quando venne inaugurato un collegamento ferroviario per Ilsenburg.
Durante la seconda guerra mondiale Ilsenburg fu sede di campo di lavoro forzato dove furono imprigionati come lavoratori alcuni soldati italiani.

## Luoghi d'interesse
- Castello di Ilsenburg
- Monastero di Ilsenburg
- Monastero di Drübeck
- Sentiero nella valle dell'Ilse
- Ilsenstein